# Geneviève Simard
Pour les articles homonymes, voir Simard.
Geneviève Simard, née le 5 novembre 1980 à Montréal (Québec), est une skieuse alpine canadienne.

## Biographie
Simard, membre du club de Val St-Come, commence sa carrière internationale en 1995-1996, où elle monte sur un podium en Coupe nord-américaine en slalom géant.
La Canadienne fait ses débuts dans la Coupe du monde en novembre 1998, marque ses premiers points en novembre 2001 au slalom géant de Copper Mountain (15e), puis intègre le top dix au super G de Saint-Moritz (huitième) avant de monter sur son premier podium à Berchtesgaden en slalom géant.  Plus souvent en dehors du top dix ensuite, elle doit attendre janvier 2004 pour décrocher son premier succès dans l'élite à l'occasion du super G de Cortina d'Ampezzo.
Elle a participé aux Jeux olympiques d'hiver de 2006 à Turin après avoir pris part aux Jeux olympiques d'hiver de 2002 à Salt Lake City. Son meilleur résultat sur une épreuve olympique est sa cinquième place en 2006 dans le slalom géant. 
Elle apparaît dans l'émission Hélico tout terrain à Canal D.
Elle est récipiendaire, en 2006, de la Médaille de l'Assemblée nationale.

## Palmarès

### Jeux olympiques
| Épreuve / Édition | Salt Lake City 2002 | Turin 2006 |
| Super G           | 18e                 | 20e        |
| Slalom géant      | -                   | 5e         |
| Combiné           | 7e                  | -          |

### Championnats du monde
| Épreuve / Édition | Vail/Beaver Creek 1999 | Saint-Moritz 2003 | Bormio 2005 | Åre 2007 | Val d'Isère 2009 |
| Descente          |                        | 27e               |             |          |                  |
| Super G           |                        | 4e                | 26e         | 20e      |                  |
| Slalom géant      | 26e                    | Abandon           | 8e          | 10e      | Abandon          |
| Slalom            | Abandon                |                   |             |          |                  |
| Combiné           |                        | 14e               |             |          |                  |

### Coupe du monde
- Meilleur classement général : 16e en 2006.
- Meilleur classement en slalom géant : 5e en 2005 et 2006.
- 5 podiums, dont 1 victoire.

#### Détail des victoires
| Édition / Épreuve | Super G           |
| 2003-2004         | Cortina d'Ampezzo |

#### Classements détaillés
| Saison/Classement | Général | Descente | Super G | Slalom géant | Slalom | Combiné |
| Saison/Classement | Class.  | Class.   | Class.  | Class.       | Class. | Class.  |
| ----------------- | ------- | -------- | ------- | ------------ | ------ | ------- |
| 2002              | 41e     | -        | 17e     | 23e          | 42e    |         |
| 2003              | 35e     | -        | 22e     | 23e          | -      | 13e     |
| 2004              | 21e     | 36e      | 12e     | 29e          | -      | -       |
| 2005              | 23e     | -        | 33e     | 5e           | -      | -       |
| 2006              | 17e     | 54e      | 19e     | 5e           | -      | -       |
| 2007              | 41e     | 52e      | 24e     | 16e          | -      | -       |
| 2009              | 79e     | -        | -       | 29e          | -      | -       |

### Coupe d'Europe
- 9e du classement de slalom géant en 2004.
- 4 podiums, dont 1 victoire.

### Coupe nord-américaine
- Première du classement de slalom en 1999.
- 16 podiums, dont 6 victoires.

### Championnats du Canada
- Championne du slalom en 2002.
- Championne du slalom géant en 2005 et 2009[5].